# 結城一糸
結城 一糸（ゆうき いっし）は、糸あやつり人形遣い師の名跡で、当代は3代目。江戸糸あやつり人形芝居「一糸座」の座長を務める。

## 来歴（3代目）
江戸時代の寛永期から続く結城座の10代目結城孫三郎（雪斎）の三男として、1948年に生まれる。5歳の時に初舞台を踏む。幼少期は父の人形芝居が「人形を思い通りに従える」ように見えて嫌っていたが、父が大病にかかってから復帰すると人形が楽しそうに動くように見えたと述べ、自身も「人形がそこで演技すること自体を目的化」するべきだとしている。
1972年に3代目一糸を襲名した。結城座在籍当時、ベオグラード国際演劇祭で『マクベス』を上演、この演目は特別賞自治体賞を受賞した。 
2003年に結城座より独立後、2005年に「江戸糸あやつり人形座」を田中純（元11代目結城孫三郎）らと結成し、2015年に「一糸座」に改名した。
「一糸座」は古典作品の上演及び新しい演出家・作家達との共同作業による新作公演を実施している。

## 主な参加作品

### 現代劇
- 『カスパー』

原作　ペーター・ハントケ　企画／構成／振付／演出　芥正彦
- 『天願版カリガリ博士』

作・演出　天願大介　人形演出　結城一糸
- 『長靴をはいた牡猫』

演出　川口典成(ピーチャムカンパニー)
- 『ゴーレム』 日本・チェコ国際共同公演　糸あやつり人形芝居

脚本・演出　天野天街(少年王者舘)  部分演出　ゾヤ・ミコトバー(チェコ)
- 『泣いた赤鬼』 人形音楽劇

脚本・演出　天野天街(少年王者舘)